# Nyenyec nyelv
A nyenyec nyelvet (nyenyecül ненэцяʼ вада) a nyenyecek beszélik Oroszország északi vidékein. A szamojéd nyelvek csoportjába tartozik, és két fontos nyelvjárása van: az erdei nyenyec és a tundrai nyenyec. A kettő kölcsönös megértése nehézkes. A nyenyecek többsége a tundrai változatot használja.
A nyelv közeli rokonai a nganaszan nyelv és az enyec nyelv.

## A nyelv veszélyeztetettsége
A többi szamojéd nyelvvel ellentétben, az egyetlen nyelv, a nyenyec jelenleg nem minősül veszélyeztetett nyelvnek.

## Földrajzi elterjedés
A nyenyecet 27 273 fő beszéli, közülük 26 730 személynek ez az anyanyelve. A nyelv földrajzi szempontból meglehetősen bő területen fordul elő: a beszélők egyaránt megtalálhatók a Jamali Nyenyec autonóm körzetben, a Nyenyec autonóm körzetben, a Tajmiri (Dolgan) Nyenyec autonóm körzetben és Komi Köztársaságban. Ennek köszönhetően a nyenyecet erős nyelvjárási tagoltság jellemzi.
A nyelv egyedül a Nyenyec autonóm körzetben hivatalos, s ott is inkább csak formálisan.

## Nyelvtan
A nyelvtan a tundrai nyenyecet mutatja be. 

### Igék
Az inflekció kategóriái a mód, az idő, a ragozás (tárgyas, tárgyatlan, visszaható), a tárgy száma a tárgyas ragozásban, az alany személye, és az alany száma.

#### Mód
A jelenlegi felfogás szerint a nyenyec nyelvben 16 mód van. Az indicativus (kijelentő mód), a tulajdonképpeni imperativus (felszólító mód) és az optativus képzése különféle morfológiai tövekkel és különálló, a módot önmagában előfeltételező személyjelekkel történik. A többi mód saját tővel illetve egy-egy módjellel rendelkezik, és a személy megjelölése az indicativusban használt személyjelekkel lehetséges.
Az alábbi táblázat a különféle módokat mutatja be a nú- (állni) ige segítségével, a lehető legtöbb helyen egyes szám harmadik személyben:
| Mód                            | Almód                                 | Jel             | Példa         | Magyar jelentés                   |
| ------------------------------ | ------------------------------------- | --------------- | ------------- | --------------------------------- |
| indicativus                    |                                       | ∅               | nú°           | áll                               |
| imperativus                    | hortativus (E~K~T/1)                  | -xř             | (E/1) núxřd°m | álljak!                           |
|                                | tulajdonképpeni imperativus (E~K~T/2) | -q              | (E/2) núq     | állj!                             |
|                                | optativus (E~K~T/3)                   | -°ya            | (E/3) nú°ya   | álljon!                           |
| conjunctivus                   |                                       | -i              | núyi          | állni fog (kérés)                 |
| necessitativus                 |                                       | -psu            | núbcu         | állnia kell majd (utasítás)       |
| interrogativus                 |                                       | -sa             | núsa          | állt?                             |
| imperfectivus-probabilitativus |                                       | -n~ta-qxe~iř    | núnaki°       | állhat                            |
| perfectivus-probabilitativus   |                                       | -me-qxe~iř      | núweki°       | állhatott                         |
| obligativus                    |                                       | -psa-qxe~iř     | núbcaki       | állnia kéne (elvárás)             |
| imperfectivus-approximativus   |                                       | -n~ta-rřxa      | núnarřxa      | úgy látszik, áll; állni látszik   |
| perfectivus-approximativus     |                                       | -me-rřxa        | núwerřxa      | úgy látszik, állt                 |
| futuritivus-approximativus     |                                       | -mřnta-rřxa     | núw°ntar°xa   | úgy látszik, állni fog            |
| superprobabilitativus          |                                       | -ma-n~třh-xřbya | núwan°ngkřbya | valószínűleg áll                  |
| hyperprobabilitativus          |                                       | -rřxa-me~iř     | núr°xawi°     | biztosan állt                     |
| narrativus                     |                                       | -me~iř          | núwi°         | állt (a beszélő látta, hogy állt) |
| reputativus                    |                                       | -mřna           | núw°na        | állítólag állt                    |
| desiderativus                  |                                       | -rřwa           | núr°wa        | állni ösztökélt                   |

Szemmel láthatóan a módrendszer hierarchikusabban is bemutatható. Sok mód összetett jellel rendelkezik,  vagyis képzett, és a morfológiai viselkedésük az individuális toldalékoktól függ. Például a superprobabilitativus az imperfektív főnévi igenév dativusából és a xřbya "jel" névszóból tevődik össze.
Ennek ellenére egy mód valódisága nem kérdőjelezhető meg mindaddig, amíg egyrészt minden ragozásban jelen van, másrészt pedig nem nem-véges alakkal rendelkezik.

#### Idő
Az idő inflekciós kategóriája két igeidőből áll, az aoristosból és a praeteritumból. Mialatt az aoristos jelöletlen, a præteritum kifejezése a személyjel után helyezendő -syř jellel történik, például: 
| nú- : állni, indicativus | nú- : állni, indicativus | nú- : állni, indicativus | nú- : állni, indicativus |
| Idő                      | E/1                      | E/2                      | E/3                      |
| ------------------------ | ------------------------ | ------------------------ | ------------------------ |
| Aoristos                 | núřd°m 'állok'           | núřn° 'állsz'            | nú° 'áll'                |
| Praeteritum              | nú°dřmcy° 'álltam'       | nú°nřsy° 'álltál'        | núřsy° 'állt'            |

Az igeidő fogalma értelmezett az indicativus, conjunctivus és narrativus módokban, de nem alkalmazható az imperativus, interrogativus vagy necessitativus módú igékre, valamint a többi módban is marginális a szerepe.
Minden igét két csoportba lehet sorolni az időbeli összefüggéseik alapján. A pillanatnyi történést vagy cselekvést kifejező igéknél a kijelentő aoristos a közelmúltat fejezi ki, míg a kijelentő módú praeteritum a régmúltat. A folyamatos igéknél (ilyen az előbbi példában használt nú- is) a kijelentő módú aoristos a jelent, a kijelentő praeteritum az egyszerű múltat fejezi ki. A conjunctivus módban az aoristos a feltételes jövőt, a praeteritum a feltételes múltat jelöli.
A kijelentő præteritum által kifejezett múlt megtörténtét a beszélő személyes tapasztalatai igazolják. Az olyan történés elbeszélésére a narrativus szolgál, amelyet a beszélő maga személyesen nem figyelt meg, de az eredménye még mindig látható.

### Névszók
A névszóragozás kategóriái a szám, az eset, a ragozás (abszolút, birtokos vagy predesztinatív), valamint a birtokos vagy a predesztináló száma és személye a nem-abszolút ragozások esetén. Ezen kívül a névszóknak van predikatív formája is.

#### Szám és eset
A nyenyecben három szám van: az egyes, a kettes és a többes szám. A hét létező esetből három nyelvtani, ezek az alanyeset, a tárgyeset és a birtokos eset, valamint négy helyhatározói, ezek a locativus, az ablativus, a dativus és a prosecutivus. A három nyelvtani eset mindhárom számban felbukkan, a helyhatározói négyes azonban csak az egyes és többes számban. A hiányzó kettes számbeli helyhatározói esetek helyett a nyelv olyan kifejezéseket használ, amelyben a névszó kettes számban áll, majd ezt a nya- '-nál/-nél' névutó megfelelő esetben álló alakja követi.
Az egyes számú alanyeset jelöletlen, például myaq 'sátor'.

## Minták

### Tundrai nyenyec szöveg
```
Nyew°xi° nyenecyřyeq syoq.

Xurkaryi lax°naku, yarřbc°, syud°břbc° ngřdyibyelyewantoh xaw°na nyenecyř°q yilyewantoh 
yampřn°h xřr°toh yíx°ntoh syoyo syertabřwi°q. Yah syar°h nyinya ngoyak°q nyenecyřlyiq
xřr°toh syertawi° wadyidoh syongć mecy° nyídoh pyirřs°q - tyiki°q syom mecy° nyinya
pyir°taq xíbyaq. Třrcya nyenecy°h ngulyiq  tyanyo.
[
2
]

Hagyományos népdalok.

A számos különféle mese 
(lax°nako)
, siralomdal 
(yarřbc°)
 és hősi ének 
(syud°břbc°)
 
bemutatása mellett, az emberek életük során saját elméjükben is dalokat készítettek.
A föld felszínén csupán kevés ember nem tudja a saját maga által szerzett szavakat
dalként előadni - ők azok, akik nem tudnak dalolni. Az ilyen emberekből kevés van.
[
3
]
```

### Erdei nyenyec és magyar rokon szavak
Magyar
| Magyar  | Nyenyec |  | Magyar | Nyenyec |
| ------- | ------- |  | ------ | ------- |
| nő      | ne      |  | tó     | to      |
| víz     | wit     |  | mi?    | má?     |
| honnan? | kenyá?  |  | ló     | láu     |
| tűz     | tu      |  | név    | nim     |

## A nyelv kutatása és a nyenyec irodalom
A nyenyec nyelv 1937 óta rendelkezik cirill betűs ábécével, ami a nem sokkal korábban létrehozott latin ábécés változatot váltotta le. Az irodalmi nyelv a tundrai nyelvjáráscsoport nyelvjárásain alapszik, és a többi szamojéd nyelvhez képest sokkal jelentősebb aktivitást tud felmutatni. A nyelven rendszeresen jelennek meg tankönyvek, irodalmi művek és szótárak. A Jamali Nyenyecföldön helyi lapot adnak ki nyenyecül: e címe Няръяна Нэрм. Nyenyec nyelvű oktatás ezzel szemben csak az iskolaelőkészítőben folyik, az általános iskolában a nyelv csupán tantárgyként van jelen.
Az első nyenyec költő Tiko Vilko (Ilja Konsztantinovics Vilka) volt. A kortárs irodalom legjelentősebb képviselői Ivan Juganpelik, Leonyid Lapcuj, Vaszilij Ledkov és Alekszej Picskov. A nyelv legrégibb adatai a XVII. században írt szójegyzékekben maradtak fent. A nyelv első jelentős kutatója M. A. Castrén volt.

## Forrásművek
- (angolul) Tapani Salminen: Tundra Nenets. Elérhető a világhálón itt.
- (magyarul) Nyenyec nyelv. Megjelent a Nyelvrokonaink tanulmánykötetben. Teleki László Alapítvány, Budapest, 2000. ISBN 963-00-3424-7